# جوناثان مارين
جوناثان مارين (بالإسبانية: Jonathan Marín) هو دراج كولومبي، ولد في 10 ديسمبر 1982.

## وصلات خارجية
- جوناثان مارين على موقع أرشيف الدراجات (الإنجليزية)
- جوناثان مارين على موقع CycleBase (الإنجليزية)